# Stacey Flood
Pour les articles homonymes, voir Flood.
Pas d'image ? Cliquez ici

a Compétitions nationales et continentales officielles uniquement.

b Matchs officiels uniquement.
Dernière mise à jour le 14 octobre 2024.
Stacey Flood, née le 5 août 1996 à Dublin (Irlande), est une joueuse internationale irlandaise de rugby à XV et internationale de rugby à sept évoluant aux postes de demi d'ouverture ou d'arrière à XV et de pilier à sept.

## Biographie
Stacey Flood naît le 5 août 1996 à Dublin en Irlande. Elle joue en 2024 au club Railway Union RFC.
Durant l'été 2024, elle participe au tournoi de rugby à sept des Jeux olympiques de Paris avec l'équipe d'Irlande.
Elle cumule, à la fin de l'été 2024, dix sélections en équipe d'Irlande de rugby à XV quand elle est retenue pour le WXV 1 au Canada.

## Palmarès
- Vainqueure du Celtic Challenge en 2025